# Cornus sessilis
Cornus sessilis är en kornellväxtart som beskrevs av John Torrey och Elias Magloire Durand. Cornus sessilis ingår i släktet korneller, och familjen kornellväxter. Inga underarter finns listade i Catalogue of Life.